# Krångede

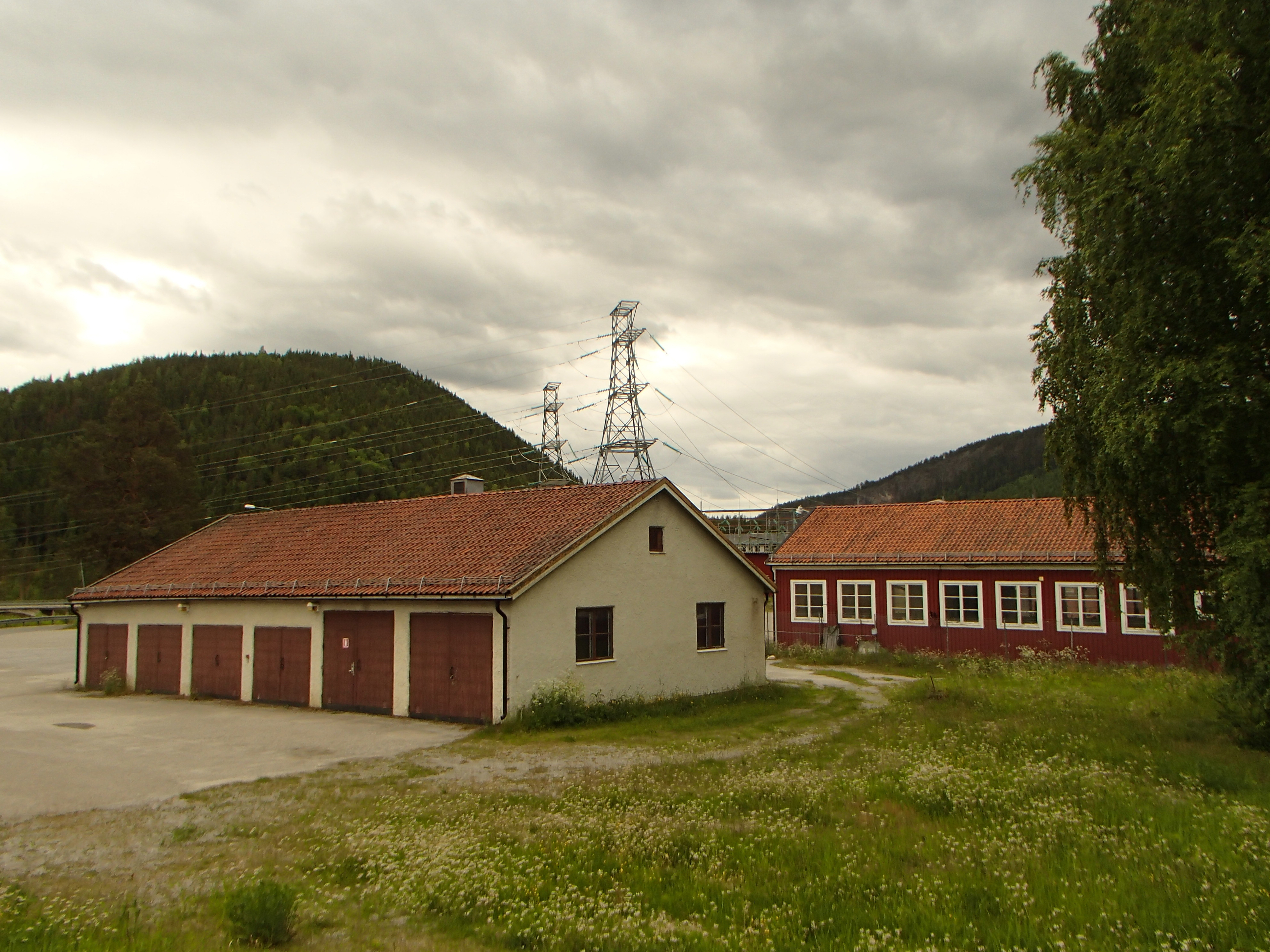
Krångede kraftverksmuseum, juni 2017

Krångede är en by och ett vattenkraftverk vid Indalsälven i Ragunda distrikt (Ragunda socken) i Ragunda kommun i östra Jämtland. Kraftverket är det största i Indalsälven och det största i Sverige som uppförts i enskild regi. 
SCB hade mellan 1990 och 2020  för bebyggelsen i östra delen av byn samt hela bebyggelsen i grannbyn i öster Döviken avgränsat en småort namnsatt till Döviken och del av Krångede.

## Historia
I slutet av 1920-talet bodde endast ett 70-tal personer i Krångede-Döviken-området. Kraftverksbygget åren 1931–1936 skapade en kraftig tillväxt av orten. Under utbyggnadstiden levde omkring 1 000 personer i Krångede. Med ett slag fick Krångede nästan stadskaraktär. Vattenrallarna kom med monteringsfärdiga hus. Krångede blev en liten tätort och kallades i folkmun för "Trångbo". Nästan alla samhällsfunktioner kom på plats, inklusive en polisstation med arrestlokal. Två matserveringar och fyra livsmedelsaffärer etablerades. Den tiden har beskrivits som en tid med Klondikestämning.
I Krångede fanns det på 30-talet flera affärer, bland annat två ekiperingsaffärer. Öster om Krångede (cirka 1,5 km) fanns det fyra livsmedelsaffärer: Jönssons, Olssons, Kooperativa och Handelsbolaget. Det vill säga totalt 8 livsmedelsaffärer om nu 4 är korrekt för Krångede. Det fanns också ett tegelbruk på Sahlins fastighet. Där fanns också posten (Almströms), ett bageri (Fagerströms) och en modeaffär (Thyra Gisslén).
Skolan måste också utvidgas. I den gamla skolan på backen vid Stigstorp gick klasserna 5–6. Hos Almströms (Posten) var det skola i två hus: bryggstugan (klass 1–2), där även Handelsbolaget var inhyst, och ladugårdsbyggnaden (klass 3–4).
På några få år förändrades byarna Krångede och Döviken från lugna jordbruksbyar till ett område med mycket livlig verksamhet och med problem. Det var också under en depressionsperiod. Det byggdes Folkets Hus (1932) och en dansbana. Varje sommar kom det tivoli och cirkus till området och dessa höll vanligtvis till hos Ehingers nu Karl-Erik Dahlgrens fastighet.

### Befolkningsutveckling
| Befolkningsutvecklingen i Döviken och del av Krångede 1990–2015 | Befolkningsutvecklingen i Döviken och del av Krångede 1990–2015 | Befolkningsutvecklingen i Döviken och del av Krångede 1990–2015 | Befolkningsutvecklingen i Döviken och del av Krångede 1990–2015 | Befolkningsutvecklingen i Döviken och del av Krångede 1990–2015 |
| --------------------------------------------------------------- | --------------------------------------------------------------- | --------------------------------------------------------------- | --------------------------------------------------------------- | --------------------------------------------------------------- |
|                                                                 |                                                                 |                                                                 |                                                                 |                                                                 |
| År                                                              |                                                                 |                                                                 | Folkmängd                                                       | Areal (ha)                                                      |
| 1990                                                            | 1990                                                            |                                                                 | 81                                                              | 32#                                                             |
| 1995                                                            | 1995                                                            |                                                                 | 68                                                              | 33#                                                             |
| 2000                                                            | 2000                                                            |                                                                 | 62                                                              | 34#                                                             |
| 2005                                                            | 2005                                                            |                                                                 | 61                                                              | 33#                                                             |
| 2010                                                            | 2010                                                            |                                                                 | 67                                                              | 33#                                                             |
| 2015                                                            | 2015                                                            |                                                                 | 62                                                              | 47#                                                             |
| Anm.: # Som småort.                                             |                                                                 |                                                                 |                                                                 |                                                                 |

| Befolkningsutvecklingen i Krångede 1960–1990                                               | Befolkningsutvecklingen i Krångede 1960–1990 | Befolkningsutvecklingen i Krångede 1960–1990 | Befolkningsutvecklingen i Krångede 1960–1990 | Befolkningsutvecklingen i Krångede 1960–1990 |
| ------------------------------------------------------------------------------------------ | -------------------------------------------- | -------------------------------------------- | -------------------------------------------- | -------------------------------------------- |
|                                                                                            |                                              |                                              |                                              |                                              |
| År                                                                                         |                                              |                                              | Folkmängd                                    | Areal (ha)                                   |
| 1960                                                                                       | 1960                                         |                                              | 177                                          | ¤                                            |
| 1990                                                                                       | 1990                                         |                                              | 57                                           | 16#                                          |
| Anm.: 1990 som del av Krångede. ¤ Som tätortsbebyggelse med 150-199 invånare # Som småort. |                                              |                                              |                                              |                                              |